# Ikona Majke Božje Klokočovske
Ikona Majke Božje Klokočovske čudotvorna je ikona iz sela Klokočov u Slovačkoj, koju najviše štuju grkokatolički vjernici.
Godine 1670., grkokatolički vjernici rusinske nacionalnosti okupili su se u crkvi u Klokočovu ispred ikone Djevice Marije, kad je pred Michalovcima stajala vojska protestantskoga plemstva. Tijekom svete mise slika je potamnjela i suze su počele padati iz očiju Majke Božje. Ovo čudo nisu vidjeli samo mještani već i vojska protestantskoga plemstva, koja je ovdje došla. Oni su ikonu otrgnuli iz ikonostasa, nožem izrezali lice Djevice i kopljem probili ikonu. Međutim, slika je počela jako plakati. Noću su vojnici zapalili crkvu, ali ikona je spremljena i odnesena u Prešov.
Ikona je potom stigla do velikaških obitelji u Mukačevo u Ukrajini, kasnije neko vrijeme bila u Turskoj i konačno odvedena u Beč na carski dvor Habsburgovaca. Općina Prešov zatražila je njezin povratak, ali on nije bio učinjen. Međutim, napravljena je kopija ikone i donesena u Prešov. Tamo su napravili još dva primjerka. Jedan od njih je danas u Užgorodu u Ukrajini, drugi u grkokatoličkoj crkvi u Klokočovu u Slovačkoj. Godine 1913. papa sv. Pio X. dodijelio je svetištu u Klokočovu posebne časti kao jednom od najpoznatijih marijanskih hodočasničkih mjesta u Slovačkoj. Unatoč žestokom progonu grkokatolika u vrijeme komunističkoga režima i zabrani hodočašća, ona su obnovljena od 1989. godine.
Dana, 26. lipnja 2021., ikona Majke Božje Klokočovske stigla je u grkokatoličku katedralu Presvete Trojice u Križevce, gdje je bila jedan dan, a kasnije je nastavila put u Rim kod pape Franje, gdje je bila izložena na blagdan sv. Petra i Pavla na papinoj misi u Bazilici sv. Petra u Vatikanu.